# Chisana (rivière)
Pour les articles homonymes, voir Chisana.
La rivière Chisana est un cours d'eau d'Alaska, aux États-Unis située dans la région de recensement de Southeast Fairbanks. C'est un affluent  de la  rivière Tanana, laquelle se jette dans le  fleuve Yukon.

## Description
Longue de 105 milles (169 km), elle prend sa source dans le glacier Chisana et coule en direction du nord-est sur 60 milles (97 km) puis en direction du nord-ouest sur 45 milles (72 km) pour rejoindre la rivière Nabesna avec laquelle elle se jette dans rivière Tanana.
Son nom indien, Ches-tna, signifiant rivière rouge a été référencé en 1885 par le Lieutenant Allen.

## Sources
- Ressource relative à la géographie :   - Geographic Names Information System